# Microcreagris macropalpus
Microcreagris macropalpus är en spindeldjursart som beskrevs av Kuniyasu Morikawa 1955. Microcreagris macropalpus ingår i släktet Microcreagris och familjen helplåtklokrypare. Inga underarter finns listade i Catalogue of Life.